# Sergi Aparici Mañé
Sergi Aparici Mañé (Barcelona, 28 de julio de 1993) es un escritor y músico español. Sus obras, critican el comportamiento y pensamiento humano a través de cuentos macabros y delirantes. Bienvenidos a Maddom, publicada en 2021, fue su primera novelette y obtuvo muy buena acogida entre los fanáticos de la literatura de terror. Esta obra fue seguida por la antología Las celdas de Maddom, donde el estilo del autor acaba de tomar su forma característica e influenciada por grandes de los relatos de terror como lo son Edgar allan poe, H.P. Lovecraft o Clive Barker. Por otro lado, su música se mueve por la escena nacional del metal a través de la banda Sam Scares en la que es, aparte del compositor, el cantante principal. El disco The falling man es el más relevante de su carrera; este fue editado por Rock Estatal Records y producido por Damien Rainaud (productor de bandas como Drangonforce, Fear Factory y BabyMetal, afincado en Los Ángeles, California).

## Biografía
Sus primeros pasos en la literatura fueron escribiendo canciones. Siempre le apasionó crear historias, y eso es lo que hace con ellas, aunque de una forma compacta y breve.
Con el tiempo requirió de más espacio para poder desarrollar esas historias que brotaban en su mente y así empezó plasmando dichas ideas en cuentos de terror, cuentos que no pensó en publicar, pese a hacerlo, finalmente, en forma de audiolibro, con Ojos rojos y El devorador de almas.
Después de aquello, la pasión por la literatura y sus ganas de seguir contando historias crecieron hasta llevarle a comenzar a construir un universo terrorífico donde su primera novelette Bienvenidos a Maddom sirve de introducción, un universo que todavía está expandiendo y donde su núcleo es el centro psiquiátrico y penitenciario MADDOM.
Tras su estreno en el mundo literario, presentó el relato El encargado en el certamen de la editorial española de terror Dimensiones ocultas siendo uno de los seleccionados a formar parte de su antología homónima. Seguidamente en 2022 publicó el primer volumen de Las celdas de Maddom (recopilatorio de doce cuentos de terror que relatan los terribles delirios y la pérdida de la cordura de algunos de los presos de "Maddom"). 
En 2023 continúa con la expansión de su terrorífico centro psiquiátrico con la publicación de Las celdas de Maddom: volumen 2, un nuevo recopilatorio que reúne nueve relatos del terror psicológico más delirante.

### Trayectoria musical
Desde muy pequeño descubrió la magia de la música, pues su padre, su abuela y su bisabuelo fueron cantantes, cada uno en su estilo, desde el rock a la ópera pasando por las zarzuelas. Sergi empezó a estudiar música clásica a la edad de ocho años en Vendrell, Tarragona. Mientras estudiaba lenguaje musical, canto y guitarra, entró en una formación de música brasileña y en otra de música africana donde tocaba instrumentos varios de percusión. 
Años después descubrió el género que le conquistaría: el metal. Tras hacer sus primeros conciertos, junto a un grupo de amigos, entró a formar parte de la banda Artëma en la que entraría por primera vez en un estudio de grabación para grabar sus primeras canciones. Con esta banda comenzó a actuar en salas de territorio catalán. En 2013 lanzaron un nuevo álbum El pacto. Ese mismo año inició sus estudio de técnica, interpretación y perfeccionamiento de la voz con Elisa C. Martin como maestra y también entraría en un coro de góspel como cantante barítono. El grupo Artema se disolvió en 2015 y Sergi, con ganas de seguir, creó su actual banda Sam Scares. El primer álbum lo grabó en solitario y lo publicó en 2016 como carta de presentación mientras buscaba a los miembros que le acompañarían en este viaje (Marc Bernad, Ivan Flores y Sebastian Sampieri). Desde entonces hasta 2018 la banda estuvo girando por salas catalanas. En 2017 Sergi cantó en el álbum del compositor francés de bandas sonoras Peter Crowley y fue gracias a ello que conoció al productor Damien Rainaud (productor de grandes bandas a nivel internacional) quien se convertiría en el productor de su próximo álbum y sus futuras canciones. 
En 2018 la banda firmó un contrato discográfico con Rock Estatal Records para lanzar el álbum que les daría más relevancia y los llevaría a cruzar las fronteras de su comunidad para girar por territorio español tanto en salas como en festivales. Durante la pandemia de Covid-19 la banda no se detuvo y continuó creando música, componiendo la canción Claustrofobia, la cual fue premiada en el festival de Panamá HorrorFilmFest como mejor canción y Alone, una canción oscura que se ha convertido en una de las favoritas por su público.

## Obras

### Novelette
- Bienvenidos a Maddom (KDP, 2021)

### Cuentos
- Ojos rojos (2020)
- El devorador de almas (2020)
- El encargado (Dimensiones ocultas, 2021)
- Oscuridad en todas partes (KDP, 2022)
- Pintura inacabada (KDP, 2022)
- Estrella marchita (KDP, 2022)
- El contenedor (KDP, 2022)
- Arañas (KDP, 2022)
- El ascensor tras la puerta negra (KDP, 2022)
- Jack Depner escucha (KDP, 2022)
- Piel muerta (KDP, 2022)
- El bosque al final del camino (KDP, 2022)
- Un vínculo eterno (KDP, 2022)
- Toxicidad (KDP, 2022)
- Ruby (KDP, 2022)
- Sol de medianoche (KDP, 2023)
- Caza de pieles (KDP, 2023)
- Tic, tac, tic, tac (KDP, 2023)
- El amor nunca muere (KDP, 2023)
- Destino Numérico (KDP, 2023)
- Culto en el bar (KDP, 2023)
- La invasión de la réplica (KDP, 2023)
- Nayan (KDP, 2023)
- El sapo (KDP, 2023)

### Audiolibros
- Ojos rojos (Ahura, 2020)
- El devorador de almas (Ahura, 2020)
- Arañas (Terror y nada más, 2022)

### Álbumes
- Artema 1 (2011)
- El pacto (2013)
- Sam Scares (2015)
- The Falling Man (RockEstatalRecords, 2018)

### Singles
- Welcome to the crazyland (2015)
- Just one more day (2015)
- For them you’ll die (2016)
- The falling man (2017)
- Save me (feat. Eva M. García) (2018)
- The nothingness (2019)
- Alone (2020)
- Claustrofobia (2020)
- Selfproclaimed God (2021)
- Cannibal Picnic (2023)
- When Barbie killed Ken (2023)

### Colaboraciones
- Dark Ship – Peter Crowley
- Polarise – Wild Freedom

## Premios
- 2020 – Premio a mejor canción en el HorrorFilmFest de Panamá para Claustrofobia.
- 2021 – Relato ganador del certamen para la antología Dimensiones Ocultas para El encargado.